# The Rarities
The Rarities é o sétimo álbum de compilação da cantora e compositora norte-americana Mariah Carey, lançado em 2 de outubro de 2020 através da Columbia Records e Legacy Recordings. O álbum coincidiu com a autobiografia de Carey, The Meaning of Mariah Carey (2020), que discutiu várias de suas canções, seus significados e histórias. O álbum foi lançado como parte do "#MC30", uma campanha promocional em celebração ao trigésimo aniversário do álbum de estreia autointitulado de Carey.
Promovido pelos singles "Save the Day", "Out Here on My Own" e "Here We Go Around Again", o primeiro disco do álbum é uma compilação de lados B e material inédito anteriormente descartado da discografia de Carey. O segundo disco inclui o áudio ao vivo da performance da cantora no Tokyo Dome em 7 de março de 1996, durante a Daydream World Tour. Um disco Blu-ray contendo as gravações remasterizadas do concerto foi lançado exclusivamente para o Japão. Após seu lançamento, a coletânea recebeu avalições positivas da crítica e estreou na 31ª posição da Billboard 200, ao passo que alcançou o top vinte na Austrália e Espanha, e o top quarenta na Croácia, Japão, Polônia, Escócia e Suíça.

## Antecedentes e lançamento
Em Janeiro de 2020, como parte da celebração dos seus trinta anos de carreira, Carey anunciou que iria publicar o seu livro de memórias, então intitulado I Had A Vision of Love, a 17 de Setembro seguinte sob distribuição das empresas Pan Macmillan e Henry Holt and Company. Com o início da pandemia de COVID-19 nos meses seguintes, a artista foi participando de eventos beneficentes, nos quais cantou algumas de suas canções, para apoiar as vítimas afectadas tanto pela pandemia quanto pelo vírus.
Em Julho do mesmo ano foi revelado o título oficial de The Meaning of Mariah Carey, o livro de memórias co-escrito por Michaela Angela Davis, com data de lançamento prevista para 29 de Setembro. De modo a antecipar o lançamento do livro, a artista foi lançando extended plays (EPs), remisturas de canções, trechos bónus, versões demo e a cappella em plataformas digitais e de streaming, e ainda publicando desempenhos ao vivo, gravações em vídeo antigas, fotos e notas pessoais nos seus perfis em redes sociais, bem como lançamentos físicos. Um álbum de compilação foi também anunciado a 19 de Agosto. Intitulado The Rarities, é uma colecção de faixas jamais antes lançadas, lados B e ainda outras raridades da artista. O segundo disco do álbum contém desempenhos ao vivo das dezassete canções interpretadas por Carey no seu primeiro concerto no Japão, no Tokyo Dome em 1996 como parte da digressão apoiante do álbum Daydream (1995). "Eu comecei a escrever isto anos atrás, e a mensagem parece ser mais verdadeira agora do que sempre: 'Estámos todos juntos nisto.'"
"Eu encontrei coisas no meu baú que ou comecei a trabalhar há muito tempo e nunca lancei ou quis completar a mistura. Há canções que nunca foram antes lançadas, então é entusiasmante. É uma ocasião monumental para a minha carreira. Estando nesta indústria por dois anos é muito duro mas, de algum jeito, sobrevivemos."
— Carey em entrevista para o Good Morning America.
Lançada 21 de Agosto de 2020 como o primeiro single do projecto, "Save the Day" contém uma amostra dos vocais de Lauryn Hill na versão do tema "Killing Me Softly with His Song" lançada pelo grupo Fugees em 1996. Em 18 de setembro de 2020, "Out Here On My Own", gravada originalmente em 2000, foi colocada na íntegra nas plataformas de música digital. "Out Here Own My Own" foi escolhida como segundo foco de promoção do disco antes do lançamento, foi lançada em 18 de setembro de 2020 nas plataformas digitais e um Lyric Vídeo foi lançado para música no dia do lançamento. "Here We Go Around Again" foi escolhida como single em 11 de dezembro de 2020 exclusivamente para o Japão, com side B sendo de Loverboy (Original Version).

## Alinhamento de faixas
Créditos e duração das faixas adaptados de iTunes Store e de Tidal.
| The Rarities — Disco 1 |                                                                                                 |                                                     |                                 |         |  |
| N.º                    | Título                                                                                          | Compositor(es)                                      | Produtor(es)                    | Duração |  |
| 1.                     | "Here We Go Around Again" (1990; das sessões de Mariah Carey)                                   | Mariah Carey Ben Margulies                          | Carey Margulies                 | 3:55    |  |
| 2.                     | "Can You Hear Me" (1991; das sessões de Emotions)                                               | Carey Barry Mann                                    | Carey                           | 4:06    |  |
| 3.                     | "Do You Think of Me" (1993; lado B de "Dreamlover")                                             | Carey Mark C. Rooney Mark Morales Walter Afanasieff | Carey Afanasieff Rooney Morales | 4:48    |  |
| 4.                     | "Everything Fades Away" (1993; lado B de "Hero")                                                | Carey Afanasieff                                    | Carey Afanasieff                | 5:25    |  |
| 5.                     | "All I Live For" (1993; das sessões de Music Box)                                               | Carey Afanasieff                                    | Carey Afanasieff                | 3:22    |  |
| 6.                     | "One Night" (1995; das sessões de Daydream)                                                     | Carey Jermaine Dupri                                | Carey Dupri                     | 4:41    |  |
| 7.                     | "Slipping Away" (1996; lado B de "Always Be My Baby")                                           | Carey Dave "Jam" Hall                               | Carey Hall                      | 4:31    |  |
| 8.                     | "Out Here on My Own" (2000; das sessões de Glitter)                                             | Lesley Gore Michael Gore                            | Carey                           | 3:16    |  |
| 9.                     | "Loverboy" (Firecracker – Original Version) (2001; das sessões de Glitter)                      | Carey Martin Denny                                  | Carey Clark Kent                | 3:14    |  |
| 10.                    | "I Pray" (2005)                                                                                 | Carey Kenneth Crouch                                | Carey Crouch                    | 2:53    |  |
| 11.                    | "Cool on You" (2007; das sessões de E=MC²)                                                      | Carey Dupri Manuel Seal, Jr. Johntá Austin          | Carey Dupri Seal                | 3:11    |  |
| 12.                    | "Mesmerized" (2012; originalmente gravada para a trilha sonora de The Paperboy)                 | Carey Loris Holland                                 | Carey Holland Randy Jackson     | 3:22    |  |
| 13.                    | "Lullaby of Birdland" (ao vivo) (2014; das sessões de Me. I Am Mariah... The Elusive Chanteuse) | George Shearing George David Weiss                  | Carey James "Big Jim" Wright    | 3:18    |  |
| 14.                    | "Save the Day (com Ms. Lauryn Hill)" (2020)                                                     | Carey Dupri Wright Charles Fox Norman Gimbel        | Carey Dupri                     | 3:48    |  |
| 15.                    | "Close My Eyes" (Versão acústica) (2020)                                                        | Carey Afanasieff                                    | Carey                           | 3:18    |  |
| Duração total:         | Duração total:                                                                                  | Duração total:                                      | Duração total:                  | 57:08   |  |

| The Rarities — Disco 2 (ao vivo no Tokyo Dome) |                                              |                                                                           |         |  |
| N.º                                            | Título                                       | Compositor(es)                                                            | Duração |  |
| 1.                                             | "Daydream Interlude" (Fantasy Sweet Dub Mix) | Carey Hall Christopher Frantz Tina Weymouth Adrian Belew Steven Stanley   | 1:31    |  |
| 2.                                             | "Emotions"                                   | Carey David Cole Robert Clivillés                                         | 4:06    |  |
| 3.                                             | "Open Arms"                                  | Stephen Perry Jonathan Cain                                               | 3:46    |  |
| 4.                                             | "Forever"                                    | Carey Afanasieff                                                          | 4:46    |  |
| 5.                                             | "I Don't Wanna Cry"                          | Carey Narada Michael Walden                                               | 5:54    |  |
| 6.                                             | "Fantasy"                                    | Carey Hall Frantz Weymouth BelewStanley                                   | 5:25    |  |
| 7.                                             | "Always Be My Baby"                          | Carey Dupri Seal                                                          | 4:38    |  |
| 8.                                             | "One Sweet Day"                              | Carey Afanasieff Michael McCary Nathan Morris Wanya Morris Shawn Stockman | 5:20    |  |
| 9.                                             | "Underneath the Stars"                       | Carey Afanasieff                                                          | 4:07    |  |
| 10.                                            | "Without You"                                | William Peter Ham Thomas Evans                                            | 4:19    |  |
| 11.                                            | "Make It Happen"                             | Carey Cole Clivillés                                                      | 5:03    |  |
| 12.                                            | "Just Be Good to Me"                         | James Harris III Terry Lewis                                              | 6:37    |  |
| 13.                                            | "Dreamlover"                                 | Carey Hall                                                                | 3:58    |  |
| 14.                                            | "Vision of Love"                             | Carey Margulies                                                           | 3:46    |  |
| 15.                                            | "Hero"                                       | Carey Afanasieff                                                          | 4:59    |  |
| 16.                                            | "Anytime You Need a Friend"                  | Carey Afanasieff                                                          | 5:58    |  |
| 17.                                            | "All I Want for Christmas Is You"            | Carey Afanasieff                                                          | 5:04    |  |
| Duração total:                                 | Duração total:                               | Duração total:                                                            | 79:19   |  |

Créditos de samples
- "Fantasy" contém um sample de "Genius of Love" (1981), gravada por Tom Tom Club e composta por Adrian Belew, Chris Frantz, Steven Stanley e Tina Weymouth.
- "Save the Day" contém um sample de "Killing Me Softly" (1996), composta por Charles Fox e Norman Gimbel e gravada por Fugees
- "Dreamlover" contém um sample de "Blind Alley" (1972), gravada por The Emotions e composta por David Porter.
- "Loverboy" contém um sample de "Firecracker" (1978) gravada por Yellow Magic Orchestra .